# Politikåret 2022

## Stora händelser

### Coronaviruspandemin
Coronapanademin, som präglat 2020 och 2021, präglade även inledningen av året 2022. I Sverige bland annat genom förnyade restriktioner och förslag om extra ändringsbudgetar med förlängda eller nya ekonomiska stöd till företag, kulturliv och enskilda, samt genom att regeringens hantering av pandemin fortsatte att granskas  (se fördjupning i Covid-19-pandemin i Sverige).

### Rysslands invasion av Ukraina
Den konflikt mellan Ryssland och Ukraina som pågått sedan 2014 med Rysslands annektering av Krim och kriget i Donbass, eskalerade under slutet av 2021. Under hösten och vintern 2021/2022 mobiliserades ryska trupper vid gränsen till Ukraina. Under februari månad 2022 varnar USA för en nära förestående rysk invasion av Ukraina. Den 21 februari meddelar Rysslands president Vladimir Putin att Ryssland erkänner de ukrainska utbrytarrepublikerna Donetsk och Lugansk som självständiga stater, samtidigt som han tillkännager att ryska trupper skall sättas in området i "fredsbevarande" syfte. Tre dagar senare, strax före klockan 04:00 (Moskva-tid, UTC +3) den 24 februari 2022, meddelar Putin att han har beordrat en militär operation i Ukraina. Strax därefter påbörjas invasionen av Ukraina.
Som en reaktion på den ryska aggressionen införs omfattande sanktioner mot Ryssland och Belarus från EU, USA, Storbritannien, Kanada med flera. Föreslagna resolutioner i FN:s säkerhetsråd blockeras av Rysslands veto, men FN:s generalförsamling fördömer i en icke-bindande resolution den 2 mars Rysslands agerande. Flera EU-länder tar steg mot höjda försvarsanslag. Till exempel meddelar Tysklands förbundskansler Olaf Scholtz i ett tal den 27 februari att Tysklands försvarsutgifter ska nå nivån 2 % av BNP. Sveriges regering meddelar den 10 mars att man vill höja försvarsanslagen till samma nivå.

### Finlands och Sveriges förhandling om Natomedlemskap
Med anledning av Rysslands invasion av Ukraina lämnade Finland och Sverige in en gemensam ansökan om Natomedlemskap den 18 maj 2022.
Turkiets president Recep Tayyip Erdogan meddelar dock att Turkiet inte kommer säga ja till Finlands och Sveriges ansökan. Kort därefter offentliggör Turkiet krav på finska och svenska åtgärder mot terrorism, varefter diplomatiska förhandlingar vidtar. Först i samband med att Natotoppmötet i Madrid inleds släpper Turkiet sitt veto mot Finland och Sverige, efter att parterna undertecknat ett trilateralt avtal om terrorbekämpning. Turkiets president offentliggör att ett av villkoren i avtalet är att Sverige lovat att utlämna 73 personer till Turkiet, vilket dock motsägs av Sveriges regering.
Trots det beslutar samtliga Natos stats- och regeringschefer att bjuda in Finland och Sverige som blivande medlemmar vid sitt toppmöte i Madrid den 29 juni, och den 5 juli undertecknar Finland och Sverige anslutningsprotokollet. Nato upprättar därefter tilläggshandlingar till Washingtonfördraget. Under juli–september ratificieras fördragsförändringarna av 28 av 30 Natoländer; endast Ungern och Turkiet avvaktar.

## Övriga händelser i kronologisk ordning

### Januari
- 1 januari

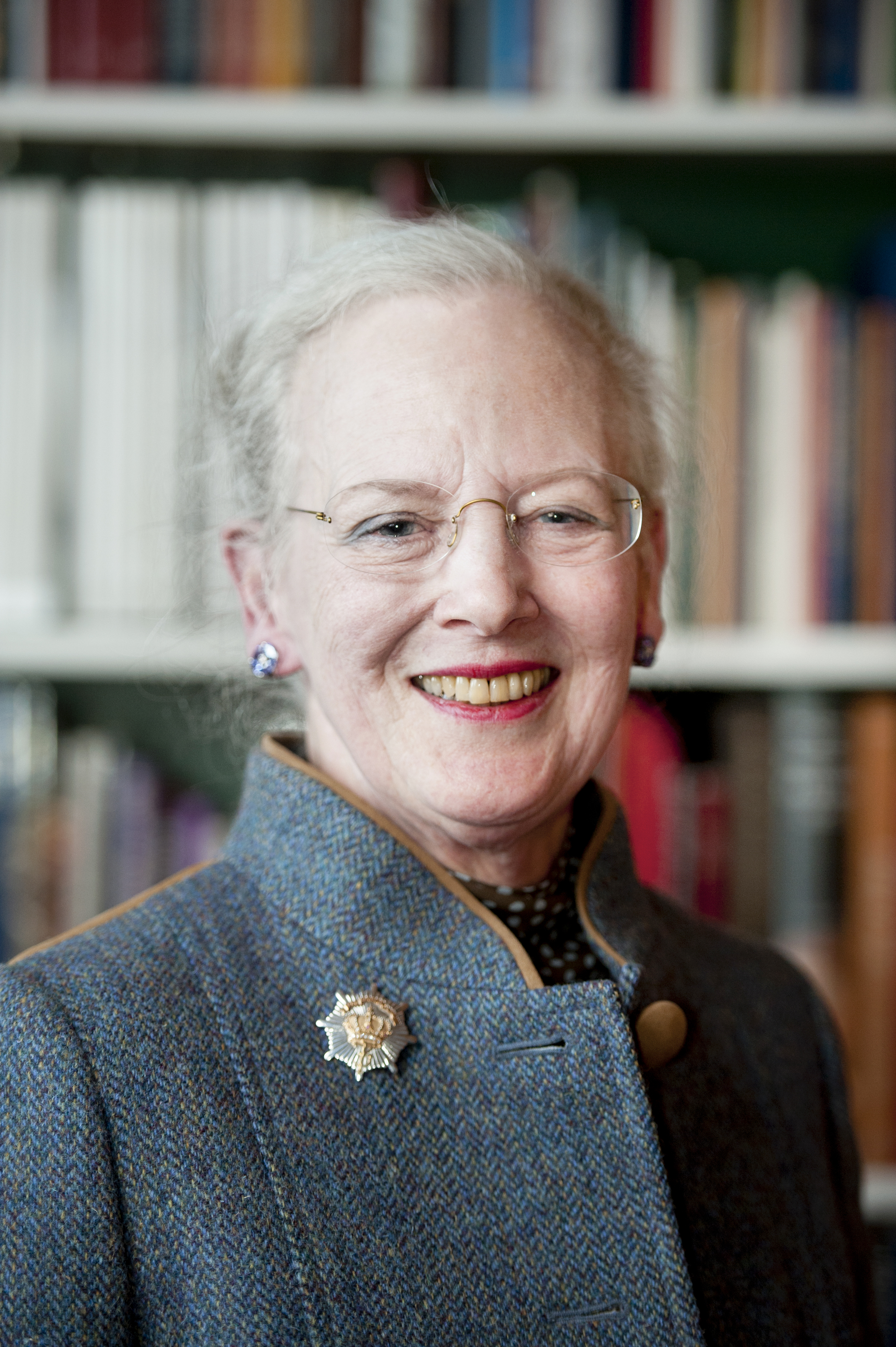
Drottning Margrethe II av Danmark tillträde tronen den 14 januari 1972.

  - I Sverige inrättas Myndigheten för psykologiskt försvar och Mälardalens högskola blir Mälardalens universitet. Försvarsmakten återinrättar Dalregementet (I 13) i Falun, Västernorrlands regemente (I 21) i Sollefteå, Norrlands dragonregemente (K 4) i Arvidsjaur, Älvsborgs amfibieregemente (Amf 4) i Göteborg och Upplands flygflottilj (F 16) i Uppsala som organisationsenheter.[17]
  - Föräldrabalken ändras så att ogifta föräldrar inte längre behöver bekräfta faderskap hos socialnämnden. Nya regler förenklar för två kvinnor att registreras som föräldrar, liksom för personer som genomgått könskorrigering.[17]
  - Straffrabatten för unga myndiga slopas vid allvarlig brottslighet, straff för våld och kränkningar i nära relationer skäprs, polisens möjlighet att använda husrannsakan utökas, och tidiga polisförhör tillåts som bevis i domstol.[17]
- 10–11 januari – Folk och Försvars Rikskonferens 2022 genomförs.
- 11 januari
  - Den italienske politikern David Sassoli avlider ett fåtal dagar innan hans mandatperiod som Europaparlamentets talman löper ut. Enligt det maktdelningsavtal som de stora partigrupperna i Europaparlamentet slutit skulle den socialdemokratiske Sassoli ersättas av en konservativ kandidat vid parlamentets session i Strasbourg en vecka senare.[18]
  - Regeringen föreslår att den svenska lagen om eget boende för asylsökande ska avvecklas, och att asylsökande i stället ska bo på kommunala anläggningar under utredningstiden. Syftet är att minska segregationen. Förslaget ska utredas och redovisas i februari 2023.[19][20]
- 12 januari – Den svenska regeringen avsätter drygt 6 miljarder kronor i bidrag till hushåll som drabbats av höga elpriser.[21] Förslaget kritiseras av oppositionspartierna för att bara gälla vissa hushåll, rikta sig till stora bostäder eller belöna de största konsumenterna som genererar störst miljöpåverkande utsläpp.[22][23]
- 14 januari – Danmark högtidlighåller 50-årsjubileet av Drottning Margrethe II:s trontillträde den 14 januari 1972, genom ett särskilt statsrådssammanträde och högtidstal i Folketinget med representanter för alla länder i Rigsfællesskabet.[24] Med anledning av den pågående Covid-19-pandemin sköts samtliga publika delar av firandet upp.[25]
- 18 januari – Roberta Metsola, kristdemokratisk 1:e vice talman i Europaparlamentet från Malta efterträder David Sassoli som talman.[26]
- 27 januari – Regeringen Andersson beslutar att tillåta slutförvar av använt kärnbränsle i Forsmark, Östhammars kommun, och en inkapslingsanläggning för använt kärnbränsle i Oskarshamns kommun.[27]
- 30 januari – Sittande premiärminister António Costa leder Partido Socialista till valseger i Portugals parlamentsval.

### Februari
- 6 februari – Drottning Elizabeth II firar 70 år som regent över Storbritannien, Kanada, Australien och Nya Zeeland, samt som överhuvud för Samväldet. Hon är därmed den första brittiska regenten någonsin att uppnå denna milstolpe.[28]
- 7 februari
  - TV4 genomför det svenska valårets första partiledardebatt i TV mellan riksdagspartiernas partiledare.
  - Polens finansminister Tadeusz Koscinski avgår efter att en skattereform som skulle gynna de flesta polacker ledde till att låginkomsttagare fick lägre löner utbetalda i januari.[29]
- 13 februari – Presidentval hålls i Tyskland, där den sittande presidenten Frank-Walter Steinmeier blir omvald.[30]
- 14 februari – Kanadas premiärminister Justin Trudeau inför undantagslagar för att stoppa de omfattande demonstrationer och vägblockader, som pågått i landet sedan januari, mot restriktioner med anledning av den pågående covid-19-pandemin.[31]
- 16 februari – Utrikesminister Ann Linde presenterade utrikesdeklarationen vid 2022 års utrikespolitiska debatt i Sveriges riksdag. Hon sade bland annat att regeringen inte avser att ansöka om medlemskap i Nato.[32]
- 21 februari – Rysk-ukrainska krisen 2021–2022: Ryssland erkänner de ukrainska utbrytarrepublikerna Donetsk och Lugansk som självständiga stater, och president Vladimir Putin skickar truppstyrkor till östra Ukraina i vad man kallar "fredsbevarande syften".[33]
- 22 februari – Rysk-ukrainska krisen 2021–2022: Tysklands förbundskansler Olaf Scholz meddelar att den rysk-tyska gasledningen Nord Stream 2 stoppas "tills vidare", med anledning av Rysslands agerande mot Ukraina.[34] Samma dag tillkännager USA och Storbritannien nya ekonomiska sanktioner mot ryska politiker, affärsmän och banker.[35]
- 24 februari – Rysslands invasion av Ukraina 2022: Ryssland inleder en fullskalig invasion av Ukraina, och explosioner rapporteras från en rad platser i landet.[36][37] Invasionen fördöms av ett flertal länder, och får EU, USA, Kanada och Storbritannien att införa ytterligare sanktioner mot den ryska staten samt ett antal ryska medborgare och banker.[38][39]
- 26 februari – Rysslands invasion av Ukraina 2022: EU-kommissionens ordförande Ursula von der Leyen meddelar att EU, tillsammans med USA, Storbritannien och Kanada, beslutat att utesluta ett flertal ryska banker från det internationella banksystemet SWIFT.[40]
- 28 februari
  - FN:s klimatpanel (IPCC) publicerar den andra delrapporten ur panelens sjätte utvärderingsrapport. Enligt rapporten har flera konsekvenser av klimatförändringar redan börjat bli kännbara, och det blir alltmer akut att anpassa samhällen efter situationen.[41]
  - Rysslands invasion av Ukraina 2022: Fredsförhandlingar mellan Ryssland och Ukraina inleds i Homel, Belarus. Ingen överenskommelse nås, men parterna beslutar att fortsätta samtalen under de kommande dagarna.[42][43]

### Mars
- 11 mars – Mark Bernsteins bidrag till den ryskspråkiga versionen av Wikipedia-artikeln Rysslands invasion av Ukraina 2022 leder till att han grips av belarusiska myndigheter med stöd av en ny rysk lag.
- 14 mars – Marina Ovsiannikova, tv-producent på tv-kanalen Pervyj Kanal, genomför en aktivisthandling i direktsändning där hon protesterar mot Rysslands invasion i Ukraina.
- 21–24 mars – USA:s senat genomför utfrågningar av Ketanji Brown Jackson, med anledning att hon nominerats av president Joe Biden som domare i USA:s högsta domstol. Jackson kan bli den första svarta kvinnan i domstolens historia.

### April
- 3 april – I Ungern genomförs val till parlamentet. Den sittande premiärministern Viktor Orbáns parti Fidesz vinner egen majoritet i parlamentet.
- 4 april – FN:s klimatpanel (IPCC) publicerar den sista delrapporten ur panelens sjätte utvärderingsrapport med förslag på hur klimatförändringarna kan lindras.[44]
- 7 april – USA:s senat bekräftar president Joe Bidens nominering av Ketanji Brown Jackson som ny domare i USA:s högsta domstol. Beslutet fattades med röstsiffrorna 53–47; samtliga demokrater och oberoende senatorer samt tre republikaner röstade för Jackson. Hon är den första svarta kvinnan och den första offentliga försvarare som utsetts till domare i domstolens historia.[45][46] Jackson efterträder Stephen Breyer som avgår när domstolens verksamhetsår avslutas i juni eller juli.[47]
- 8 april – Nyamko Sabuni avgår som Liberalernas partiledare.[48] Även partisekreterare Juno Blom avgår.[49] Partiets 1 vice ordförande Johan Pehrson leder partiet tills vidare.[50].
- 10 april – I Frankrike anordnas presidentval. Då ingen kandidat uppnår absolut majoritet går den sittande presidenten Emmanuel Macron och Marine Le Pen vidare till en andra valomgång.[51] Media noterar att nu har båda de traditionella maktpartierna PS och LR reducerats till att inte ens nå upp till valets femprocentsspärr.[52]
- 24 april – Emmanuel Macron väljs till Frankrikes president för en andra mandatperiod,18 768 639 röster (58,55 %) mot Marine Le Pen, med 13 288 686 röster (27,26 %).[53]

### Maj

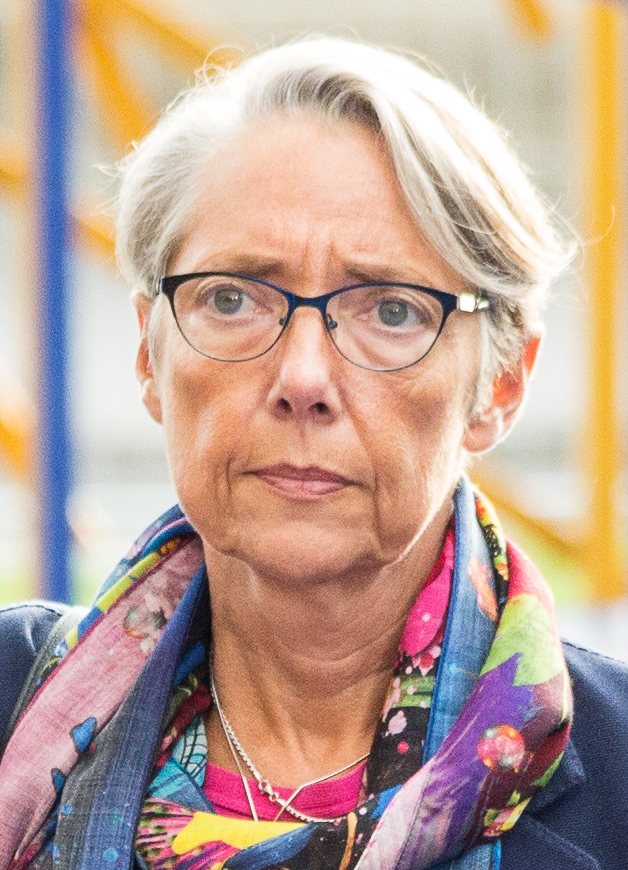
Élisabeth Borne tillträdde som Frankrikes premiärminister den 16 maj 2022. Hon är den första kvinnan på posten på 30 år.

- 12 maj – Finlands president och Finlands statsminister meddelar att de båda förespråkar ett finskt medlemskap i Nato.
- 13 maj – En parlamentarisk kommitté under ledning av Sveriges utrikesminister Ann Linde presenterar en ny säkerhetspolitisk analys för Sverige, vari det konstateras att "ett svenskt Natomedlemskap skulle höja tröskeln för militära konflikter och därmed ge en konfliktavhållande effekt i norra Europa". Sex av åtta partier i riksdagen ställer sig bakom slutsatsen.[54]
- 16 maj
  - Sveriges riksdag anordnar en särskild debatt med anledning av rapporten från de säkerhetspolitiska överläggningarna som presenterades den 13 maj.[55]
  - Efter att riksdagsdebatten avslutats håller Sveriges regering extra regeringssammanträde och beslutar att ansöka om svenskt Natomedlemskap. Beskedet lämnas vid en gemensam presskonferens med Moderaternas partiledare Ulf Kristersson.[56]
  - Frankrikes premiärminister Jean Castex meddelar sin och regeringens avgång. President Emmanuel Macron utser Élisabeth Borne till ny premiärminister. Hon är den första kvinnan på posten sedan 1992.[57]

### September

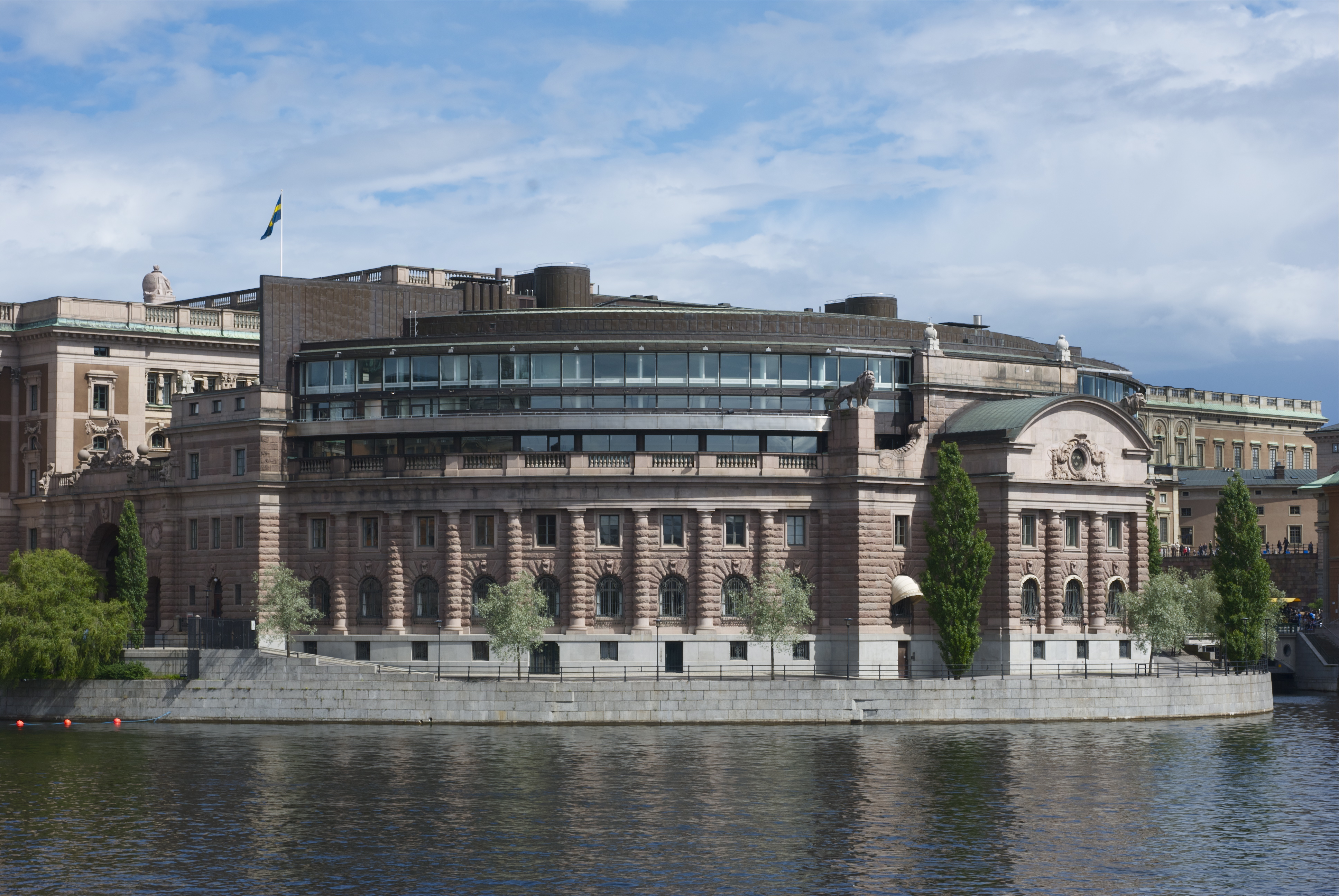
Sveriges riksdag.

- 6 september – Boris Johnson begär hos drottning Elizabeth II att bli entledigad som Storbritanniens premiärminister. Efter att ha beviljat entledigandet utsåg drottningen Liz Truss till ny premiärminister.
- 11 september – Val hålls till Sveriges riksdag, regioner och kommunfullmäktige.[58]
- 15 september
  - Annie Lööf meddelar sin avgång som Centerpartiets partiledare. Hon kvarstår som partiledare till dess hennes efterträdare utsetts.[59]
  - Magdalena Andersson begär hos riksdagens talman att bli entledigad som Sveriges statsminister, sedan hennes regeringsunderlag inte fått majoritet i riksdagsvalet samma månad. Talmannen beviljar hennes entledigande, och Andersson leder därefter en övergångsregering enligt regeringsformen.[60]
- 19 september – Efter att ha genomfört "talmansrunda" med partiledarna för de åtta riksdagspartierna meddelar riksdagens talman Andreas Norlén att han gett Ulf Kristersson (M) i uppdrag att sondera förutsättningarna för att bilda regering. Uppdraget ska rapporteras till den nya riksdagens talman, det vill säga tidigast den 26 september.[61]
- 26 september
  - Sveriges nyvalda riksdag sammanträder för första gången sedan riksdagsvalet, under ledning av ålderspresident Carina Ohlsson (S). Riksdagen består vid detta tillfälle av 349 ledamöter, varav 81 är valda till riksdagen för första gången, 46 % är kvinnor och 54 % är män. Medelåldern av ledamöterna är 47 år, den yngsta ledamoten är 23 år medan den äldsta är 76 år.[62][63]
  - Riksdagspartierna anmäler följande gruppledare för mandatperioden: Gunilla Carlsson (S), Henrik Vinge (SD), Tobias Billström (M), Samuel Gonzalez Westling (V), Daniel Bäckström (C), Camilla Brodin (KD), Rasmus Ling (MP) och Mats Persson (L).[63]
  - Riksdagen väljer Andreas Norlén (M) till Sveriges riksdags talman, med acklamation.[63][64] Till förste vice talman väljs Kenneth G. Forslund (S), även han med acklamation och utan några motförslag. Till andra vice talman väljs Julia Kronlid (SD), efter sluten votering mellan Kronlid och Janine Alm Ericson (MP). Då Kronlid inte uppnår majoritet i den första valomgången krävdes totalt två valomgångar. Till tredje vice talman väljs Kerstin Lundgren (C), efter omröstning mot Lotta Johnsson Fornarve (V). Ingen av kandidaterna uppnår majoritet i den första eller andra valomgången, varför valet avgjordes med enkelt flertal i den tredje valomgången.[63][65]
- 27 september – Riksmötets öppnande. På begäran av Sveriges riksdags talman Andreas Norlén förklarade kung Carl XVI Gustaf riksmötet 2022/2023 öppnat.[66]
- 27 september–30 november – Allmänna motionstiden inleds, och pågår femton dagar efter det att regeringen lämnat sin budgetproposition, dock som längst till den 30 november.
- 28 september – Riksdagens talman Andreas Norlén kallar Ulf Kristersson (M) till avstämning av hans uppgift att försöka bilda ny svensk regering. Kristersson får till den 12 oktober på sig för att slutrapportera sitt uppdrag.[67]

### Oktober

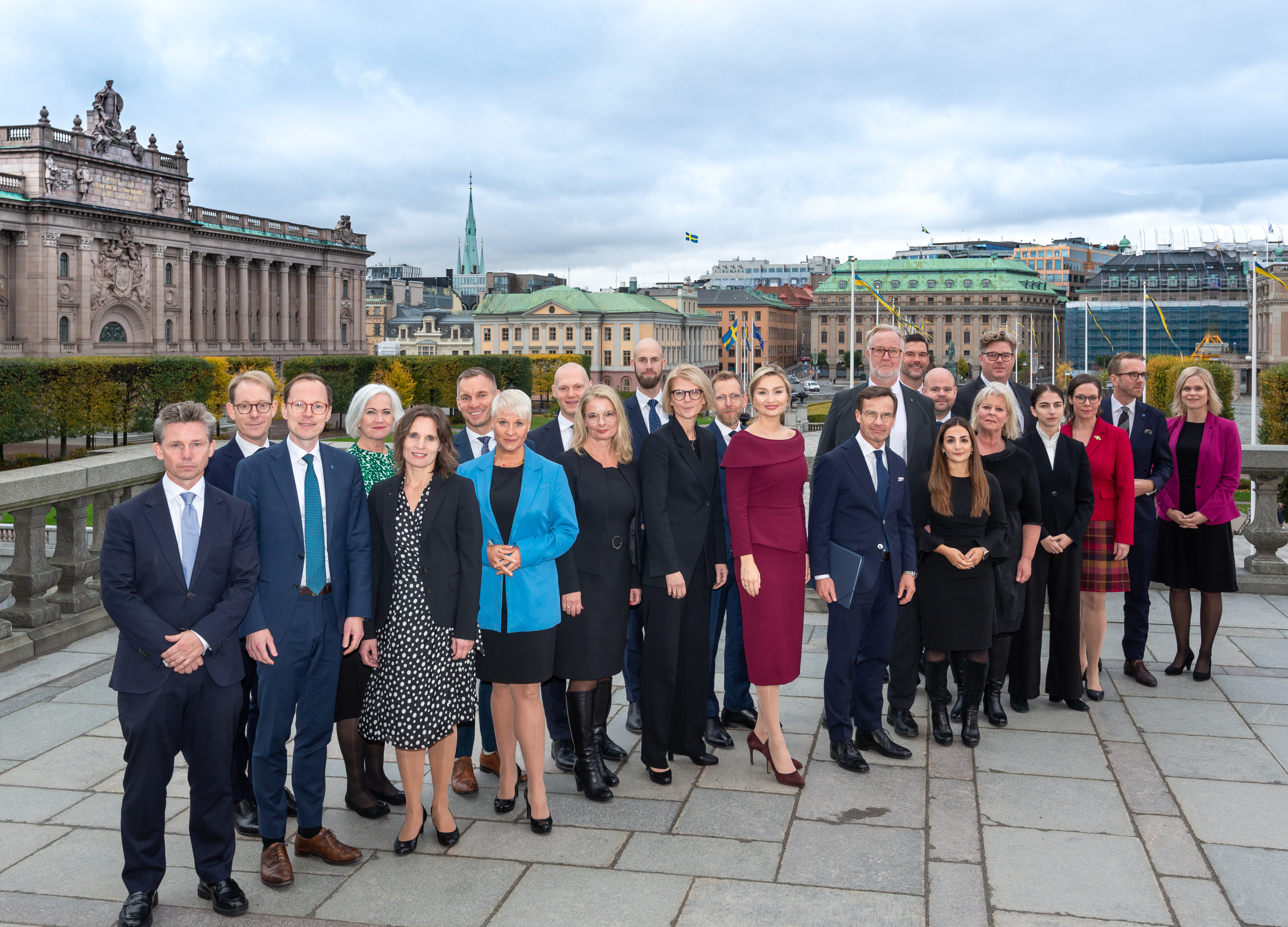
Regeringen Kristersson på Lejonbacken efter tillträdet den 18 oktober 2022.

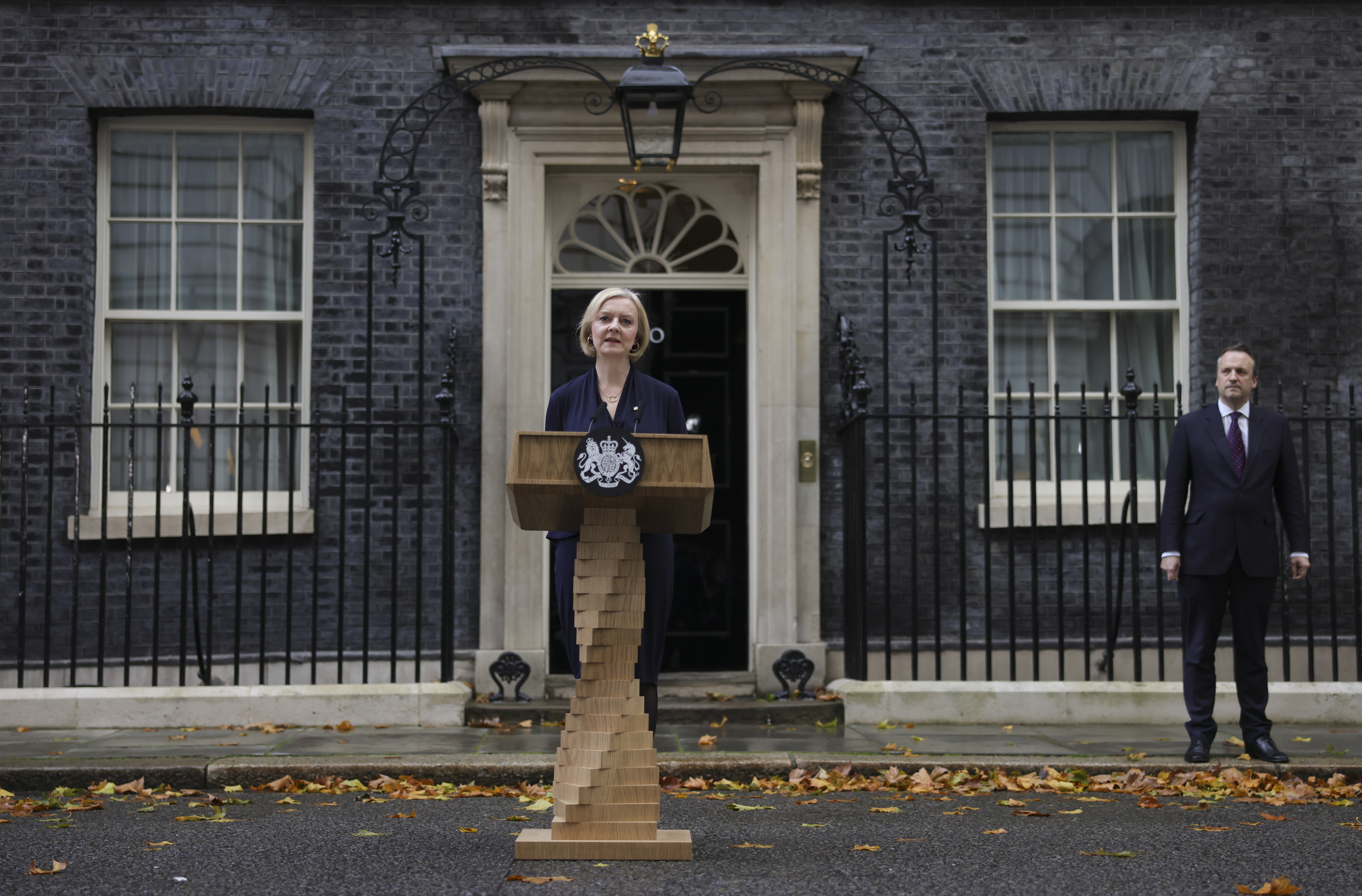
Storbitanniens premiärminister Liz Truss meddelade sin avgång vid en presskonferens utanför 10 Downing Street den 20 oktober 2022.

- 7 oktober – Den belarusiske människorättsaktivisten Ales Bjaljatski, Memorial och Center for Civil Liberties tilldelas gemensamt Nobels fredspris.
- 12 oktober – Ulf Kristersson (M) rapporterar till Riksdagens talman att han behöver ytterligare två dagar för att förhandla fram en regeringsbildning. Talman Andreas Norlén uppdrar åt Kristersson att slutrapportera uppdraget den 14 oktober kl 11.00.[68]
- 14 oktober
  - KD, L, M och SD presenterar Tidöavtalet, som utgör grund för att utse Ulf Kristersson till ny svensk statsminister och bildandet av Regeringen Kristersson. Regeringen ska bestå av företrädare för (KD), (L) och (M). Sakpolitiken förhandlas i ett samordningskansli, men avgörs ytterst av ett inre kabinett där partiledarna för de fyra ingående partierna i överenskommelsen ingår.[69]
  - Riksdagens talman Andreas Norlén föreslår Sveriges riksdag att utse Ulf Kristersson (M) till ny svensk statsminister. Han meddelar att Kristersson avser bilda en regering bestående av företrädare för Kristdemokraterna, Liberalerna och Moderaterna, som tillsammans med Sverigedemokraterna har stöd av en majoritet av riksdagens ledamöter. Riksdagen bordlägger förslaget en första gång.[70]
- 15 oktober – Vid ett extrainkallat sammanträde i kammaren bordlägger Sveriges riksdag för andra gången talmannens förslag att utse Ulf Kristersson till ny svensk statsminister. Då sammanträdet var en formalitet formalia genomfördes det på mindre än en minut.[71]
- 17 oktober – Sveriges riksdag väljer Ulf Kristersson (M) till ny statsminister med stöd av 176 av 349 ledamöter. Kristdemokraterna, Liberalerna, Moderaterna och Sverigedemokraterna röstar för Kristersson medan Centerpartiet, Miljöpartiet, Socialdemokraterna och Vänsterpartiet röstar mot förslaget.
- 18 oktober – Ulf Kristersson (M) presenterar sin regeringsförklaring och sin regering för Sveriges riksdag. Därefter hålls skifteskonselj med statschefen på Stockholms slott, då Regeringen Kristersson formellt tillträder och ersätter Regeringen Andersson.
- 20 oktober – Storbritanniens premiärminister Liz Truss meddelar sin avgång efter 45 dagar på posten. Hon är därmed den brittiska premiärminister som innehaft ämbetet under kortast tid.[72]
- 23 oktober – Efter den 20:e partikongressen utses Xi Jinping till generalsekreterare för Kinas kommunistiska parti för en tredje femårig mandatperiod.[73] Han blir därmed den förste kinesiske ledaren sedan Mao Zedong att inneha posten mer än två mandatperioder.[74]
- 25 oktober – Liz Truss avgår som Storbritanniens premiärminister och Rishi Sunak tillträder.[75]
- 30 oktober
  - Luiz Inácio Lula da Silva vinner Presidentvalet i Brasilien 2022[76]
  - Ärkebiskop Antje Jackelén lägger ned biskopsstaven och lämna ämbetet, med anledning av hennes pensionering. Ny ärkebiskop förväntas mottas den 4 december.[77][78]

### November
- 8 november – Val till USA:s kongress.

## Avlidna

### Januari

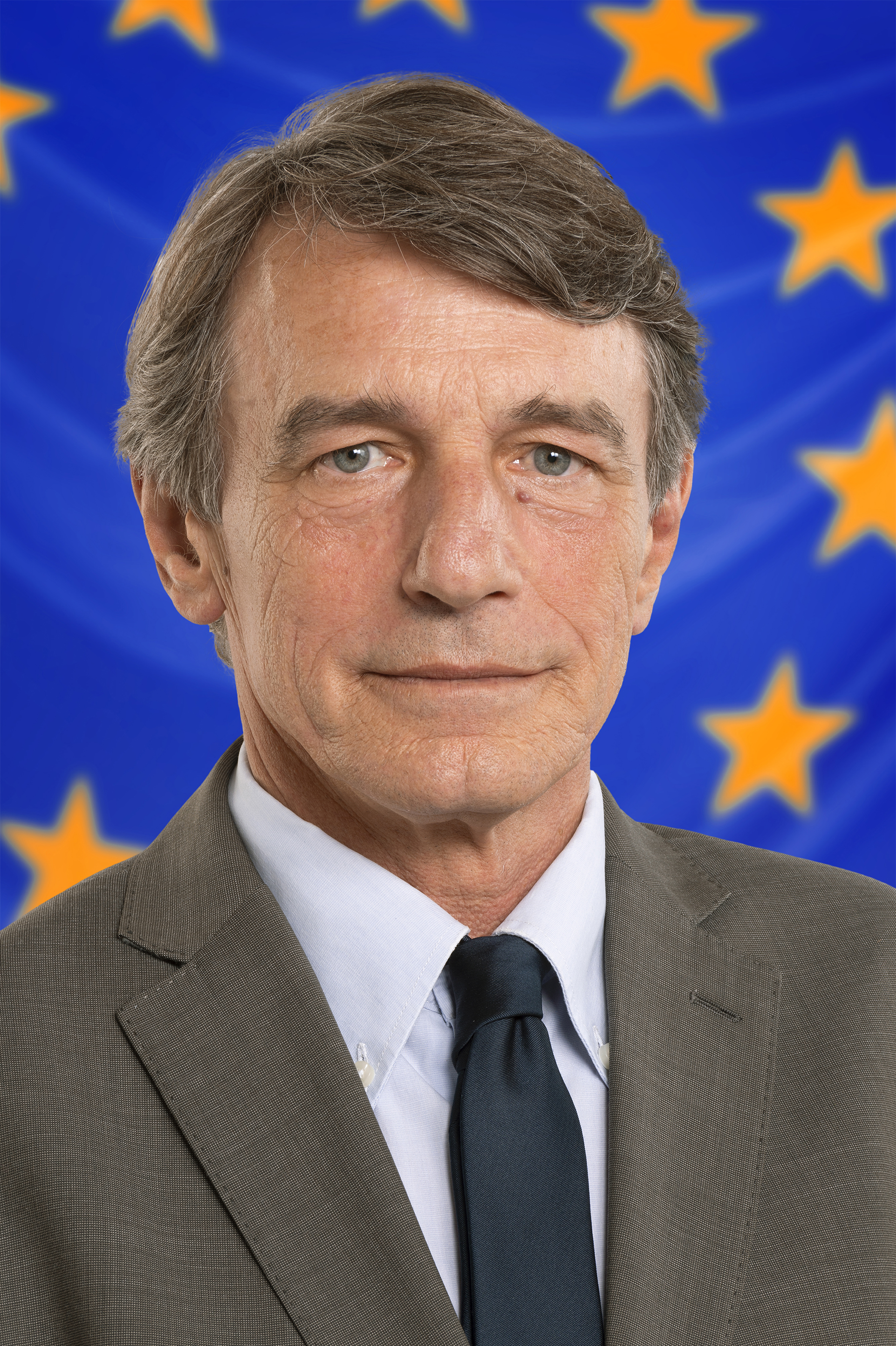
David Sassoli, Europaparlamentets talman, avled 10 januari 2022.

- 2 januari – Richard Leakey, 77, brittisk-kenyansk antropolog, politiker och författare.[79]
- 4 januari – Jaakko Jonkka, 68, finländsk jurist och Finlands justitiekansler 2007–2017.[80]
- 9 januari – Toshiki Kaifu, 91, japansk politiker, premiärminister 1989–1991.[81]
- 10 januari
  - David Sassoli, 65, italiensk politiker och journalist, Europaparlamentets talman 2019–2022.[18]
  - Kerstin Bäck, 78, svensk kommunpolitiker, ståupp-komiker, föreläsare, författare och traversförare.[82]
- 16 januari – Ibrahim Boubacar Keïta, 76, malisk politiker, president 2013–2020.
- 11 mars – Rupiah Banda, zambisk politiker, president 2008–2011.

### Februari
- 1 februari – Lotfollah Safi Golpaygani, 102, iransk storayatolla och marja' al-taqlid, medlem av Väktarrådet.[83]
- 3 februari – Abū Ibrāhīm al-Hāshimi al-Qurashi, 45, irakisk militant islamist, högste ledare för Islamiska staten (IS) sedan 2019.[84]
- 3 februari – Christos Sartzetakis, 92, grekisk politiker, president 1985–1990.[85]
- 6 februari – Azita Raji, 60, amerikansk diplomat, ambassadör i Sverige 2016–2017.[86][87]
- 9 februari – Lars Ag, 90, svensk ämbetsman, journalist och TV-producent, generaldirektör och utredare.[88]
- 10 februari – Manuel Esquivel, 81, belizisk politiker, premiärminister 1984–1989 och 1993–1998.[89]
- 15 februari – David Chidgey, 79, brittisk politiker, liberaldemokratisk parlamentsledamot 1994–2005 och medlem av Överhuset sedan 2005.[90]
- 15 februari – P.J. O'Rourke, 74, amerikansk journalist, författare och politisk satiriker.[91]
- 16 februari – Amos Sawyer, 76, liberisk politiker, interimspresident 1990–1994.[92]
- 18 februari – Zdzisław Podkański, 72, polsk politiker, kulturminister 1996–1997, parlamentsledamot 1993–2004 och europaparlamentariker 2004–2009.[93]
- 20 februari – Rolf Rembe, 95, svensk fackförbundsdirektör, teaterchef och författare.[94]
- 23 februari – Elvy Olsson, 99, svensk centerpartistisk politiker, bostadsminister 1976–1978 och landshövding i Örebro län 1980–1989.[95]
- 23 februari – Britta Schall Holberg, 80, dansk politiker, inrikesminister 1982–1986 och jordbruksminister 1986–1987.[96]
- 24 februari – John Landy, 91, australisk medeldistanslöpare och senare guvernör i Victoria (2001–2006).[97]
- 28 februari – Andrej Suchovetskij, 47, rysk generalmajor, stupad under invasionen av Ukraina.[98]

### Mars

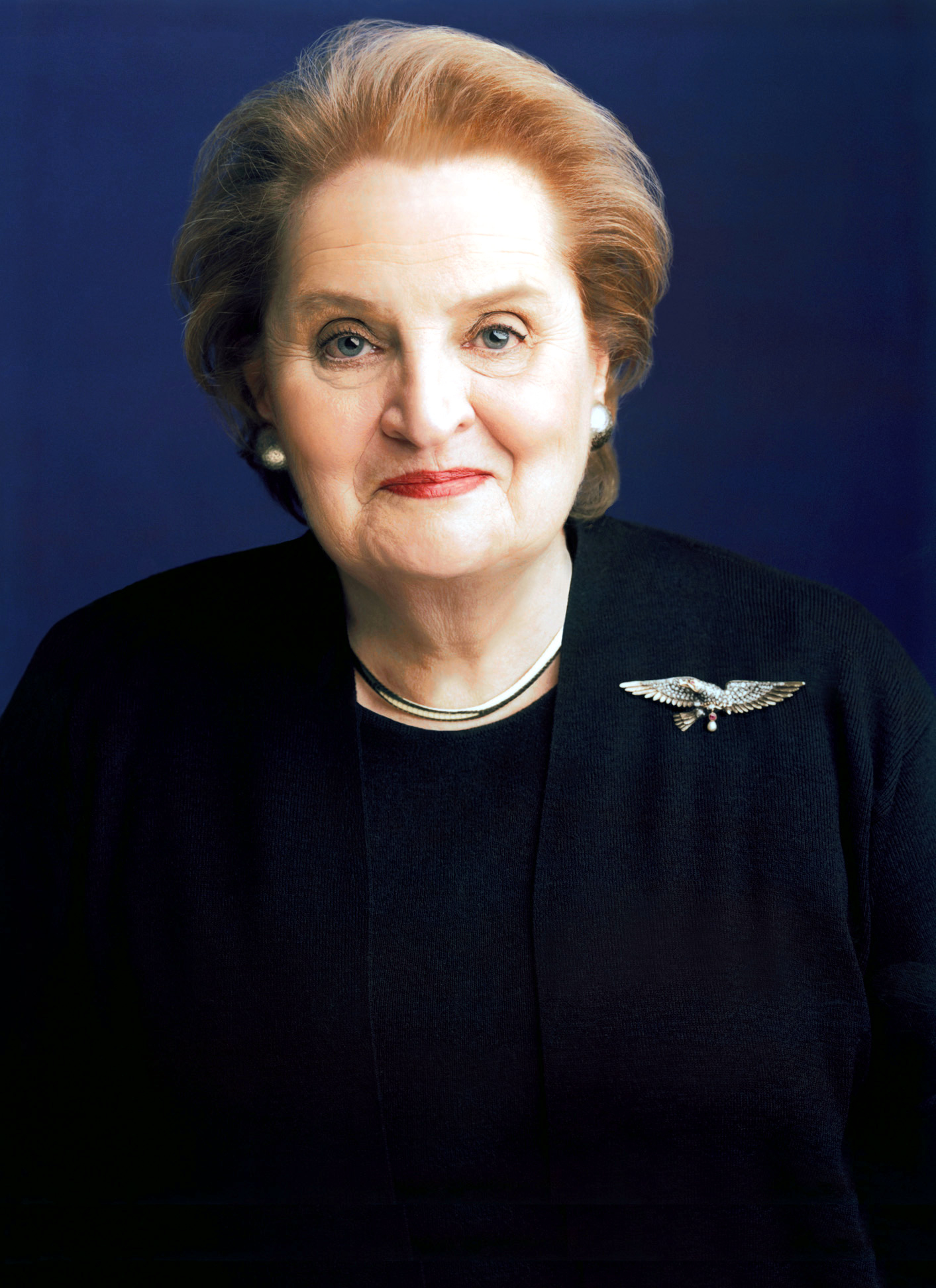
Den amerikanska politikern och tidigare utrikesministern Madeleine Albright avled 23 mars, 84 år gammal.

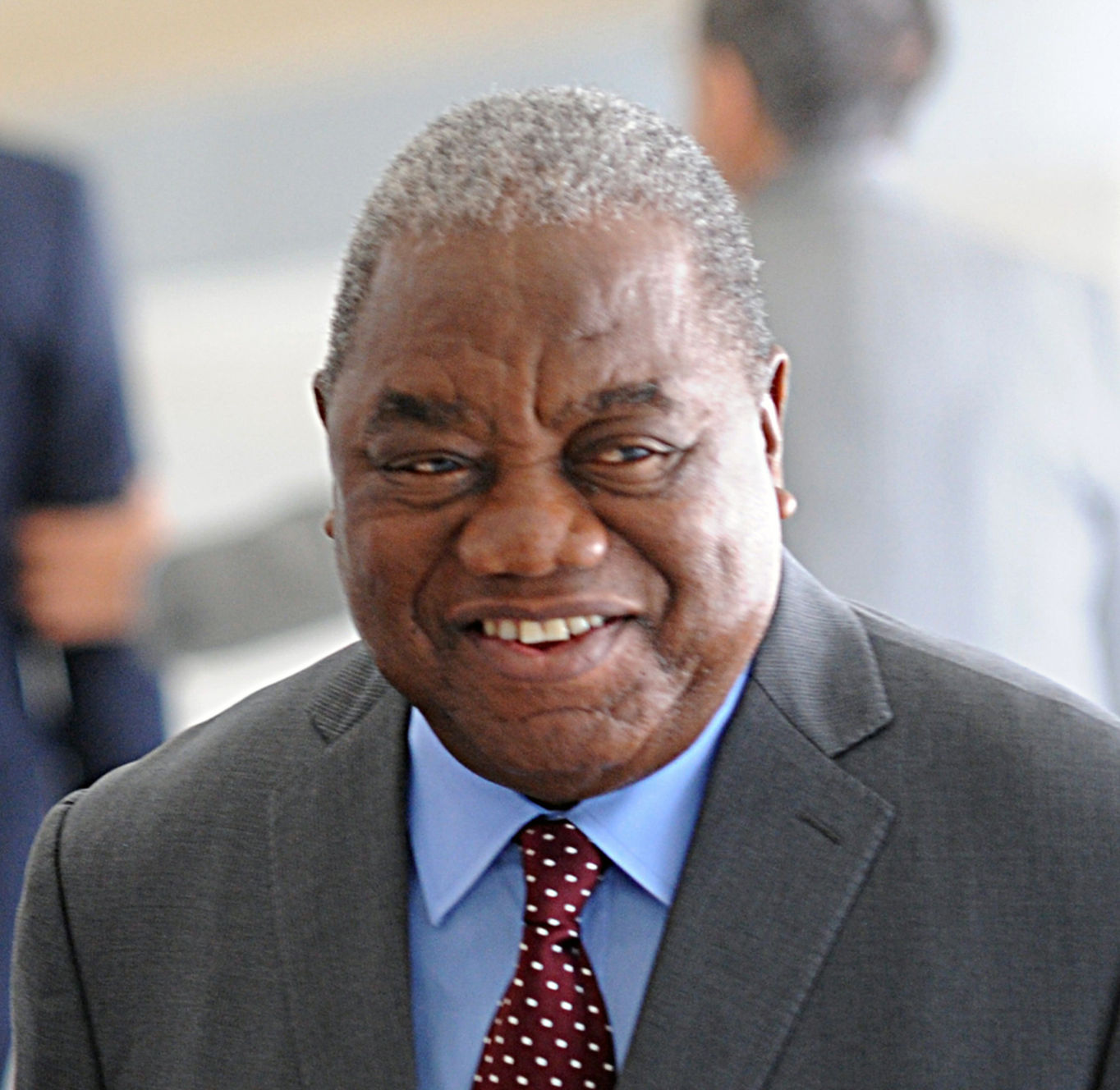
Den zambiske politikern och presidenten Rupiah Banda avled 11 mars, 85 år gammal.

- 7 mars – Muhammad Rafiq Tarar, 92, pakistansk politiker, president 1998–2001.[99]
- 10 mars – Mario Terán, 80, boliviansk militär som avrättade Che Guevara 1967.[100]
- 11 mars – Rupiah Banda, 85, zambisk politiker, president 2008–2011.[101]
- 18 mars – Don Young, 88, amerikansk republikansk politiker, representanthusledamot sedan 1973.[102]
- 23 mars – Madeleine Albright, 84, amerikansk demokratisk politiker, utrikesminister 1997–2001.[103]
- 23 mars – Kaneaster Hodges, 83, amerikansk demokratisk politiker, senator för Arkansas 1977–1979.[104]

### April
- 6 april – Vladimir Zjirinovskij, 75, rysk politiker och ultranationalist.[105]
- 8 april – Peng Ming-min, 98, taiwanesisk politiker, demokratiaktivist och förespråkare av fullständig självständighet för Taiwan.[106]
- 12 april – Börje Nilsson, 92, svensk riksdagsledamot.[107][108]
- 14 april – Ilkka Kanerva, 74, finsk politiker för Samlingspartiet och regeringsminister.[109]
- 18 april – Vjatjeslav Trubnikov, 77, rysk underrättelseofficer, chef för den utrikes underrättelsetjänsten (SVR) 1996–2000.[110]
- 21 april – Mwai Kibaki, 90, kenyansk politiker och ekonom, president 2002–2013.[111]
- 22 april – Håkan Winberg, 90, svensk moderat politiker, justitieminister 1979–1981.[112]
- 23 april – Orrin Hatch, 88, amerikansk republikansk politiker, senator för Utah 1977–2019.[113]
- 25 april – J. Roy Rowland, 96, amerikansk demokratisk politiker, representanthusledamot 1983–1995.[114]
- 30 april – Bob Krueger, 86, amerikansk diplomat och demokratisk politiker, representanthusledamot 1975–1979.[115]

### Maj

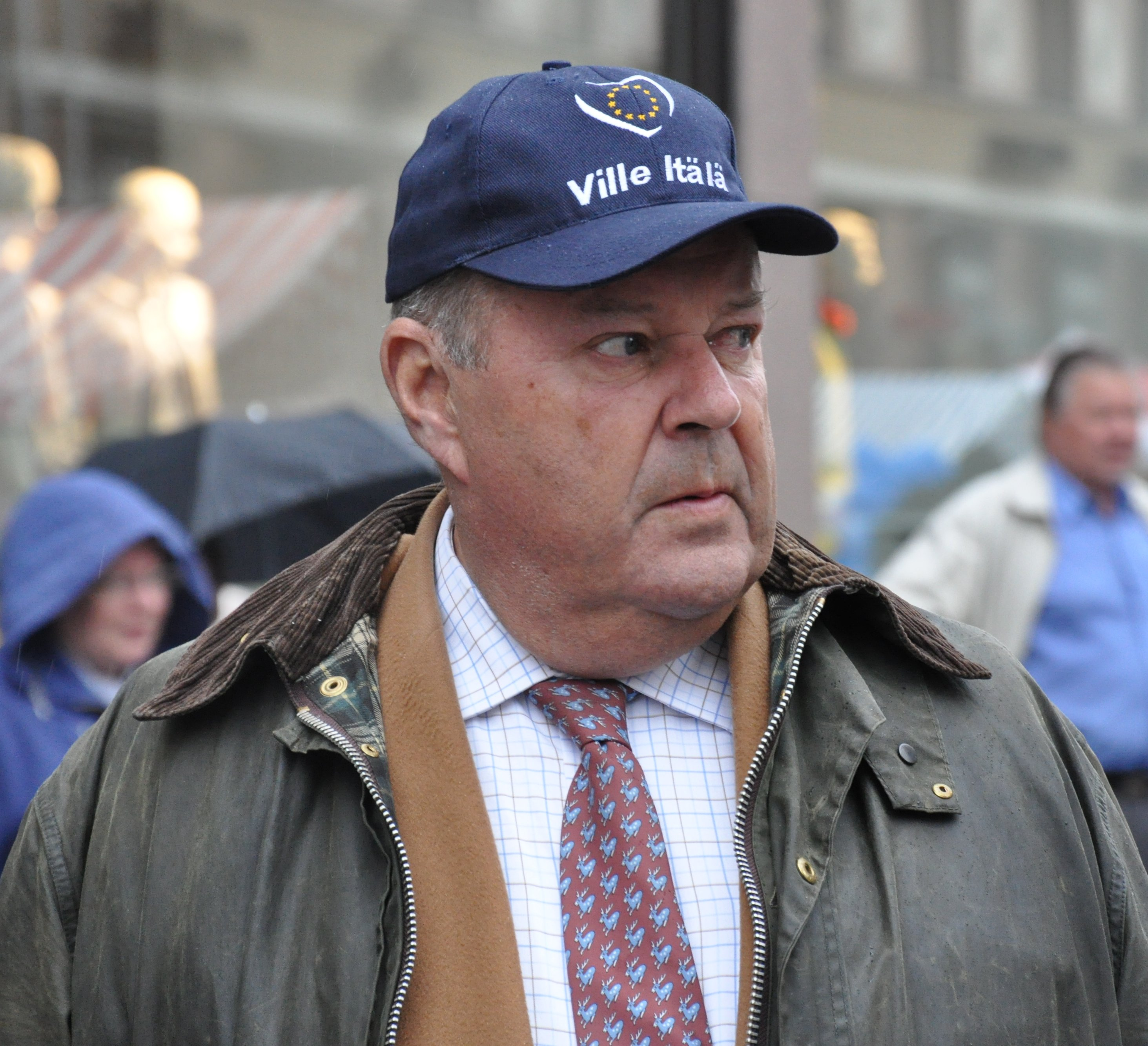
Ilkka Suominen, partiledare för Samlingspartiet, finsk minister och talman, avled 83 år gammal den 23 maj.

- 1 maj – Kathy Boudin, 78, amerikansk politisk aktivist och dömd mördare och bankrånare.[116]
- 3 maj – Stanislau Sjusjkevitj, 87, belarusisk politiker, parlamentets ordförande 1991–1994 och i den kapaciteten det självständiga Belarus första statsöverhuvud.[117]
- 3 maj – Norman Mineta, 90, amerikansk demokratisk politiker, handelsminister 2000–2001 och transportminister 2001–2006.[118]
- 5 maj – Bob Blizzard, 71, brittisk labour-politiker, parlamentsledamot 1997–2010.[119][120]
- 8 maj – Kim Jiha, 81, sydkoreansk poet, dramatiker och demokratiaktivist.[121]
- 9 maj – Timothy V. Johnson, 75, amerikansk republikansk politiker, representanthusledamot 2001–2013.[122]
- 10 maj – Leonid Kravtjuk, 88, ukrainsk politiker, president 1991–1994.[123]
- 12 maj – Robert McFarlane, 84, amerikansk marinkårsofficer och ämbetsman, nationell säkerhetsrådgivare 1983–1985 (Iran–Contras-affären).[124]
- 13 maj – Khalifa bin Zayed Al-Nahyan, 73, emiratisk emir, president 2004–2022.[125]
- 23 maj – Anita Gradin, 88, svensk socialdemokratisk politiker, minister och EU-kommissionär.[126]
- 23 maj – Ilkka Suominen, 83, finländsk politiker, Samlingspartiets partiledare 1979–1991, minister och riksdagens talman 1987 och 1991–1994.[127][128]
- 26 maj – Ciriaco De Mita, 94, italiensk politiker, premiärminister 1988–1989.[129]
- 27 maj – Angelo Sodano, 94, italiensk kardinal och ärkebiskop, Vatikanens kardinalsekreterare 1991–2006.[130]
- 28 maj – Bujar Nishani, 55, albansk politiker och landets president 2012–2017.[131]
- 28 maj – Evaristo Carvalho, 80, sãotoméisk politiker, president 2016–2021 och premiärminister 1994 och 2001–2002.[132]

### Juni

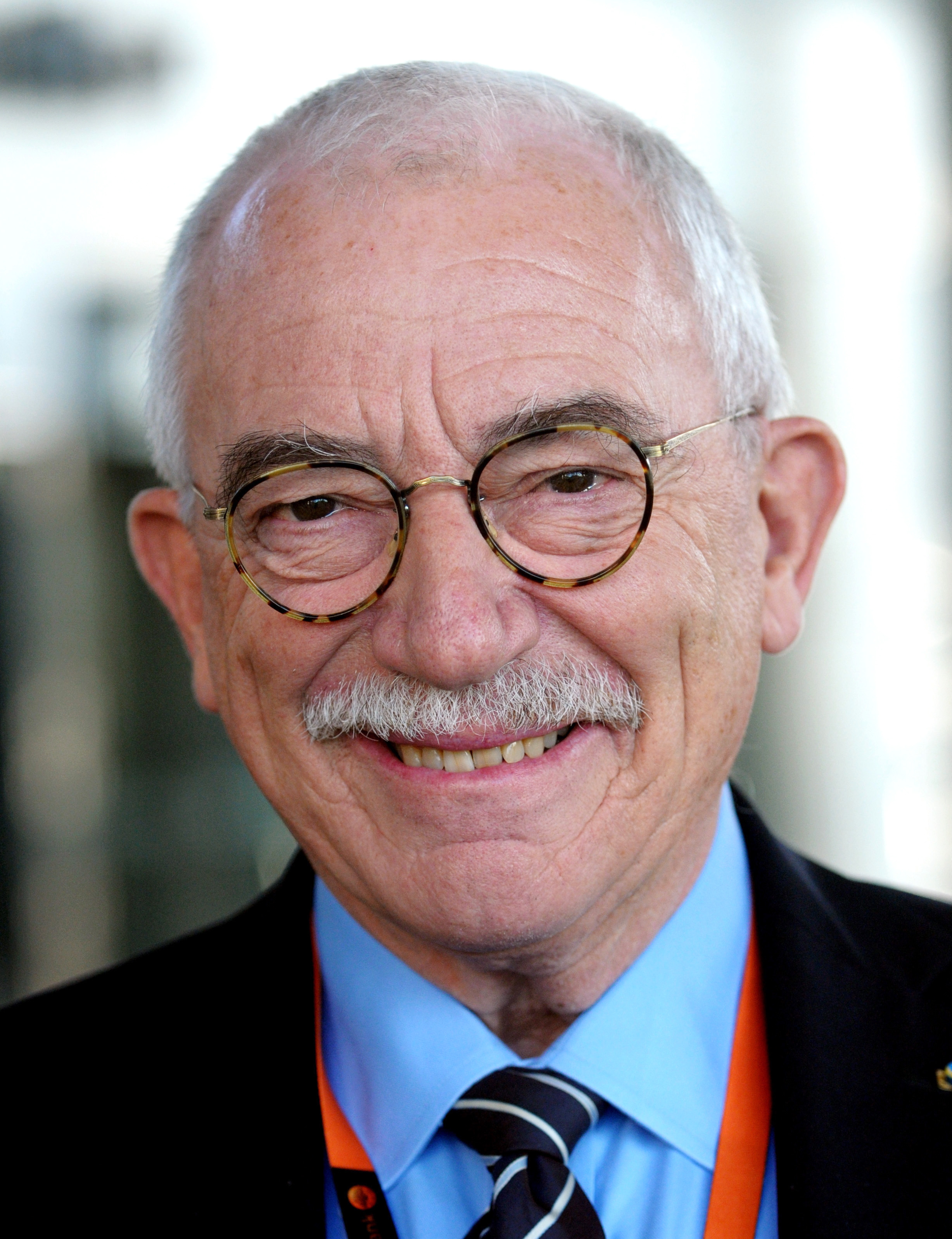
Uffe Ellemann-Jensen, tidigare dansk utrikesminister och långvarig politiker för Venstre, avled 19 juni, 80 år gammal.

- 6 juni – Keijo Korhonen, 88, finländsk politiker och diplomat, utrikesminister 1976–1977.[133]
- 19 juni – Uffe Ellemann-Jensen, 80, dansk konservativliberal politiker, utrikesminister 1982–1993.[134]
- 24 juni – Ulf Lönnqvist, 85, svensk socialdemokratisk politiker, statsråd, landshövding i Blekinge län 1992–2001.[135]
- 26 juni – Thue Christiansen, 82, grönländsk lärare, politiker, konstnär och formgivare av den grönländska flaggan.[136]
- 28 juni – Martin Bangemann, 87, tysk politiker, västtysk ekonomiminister 1984–1988 och partiledare för FDP 1985–1988.[137]

### Juli

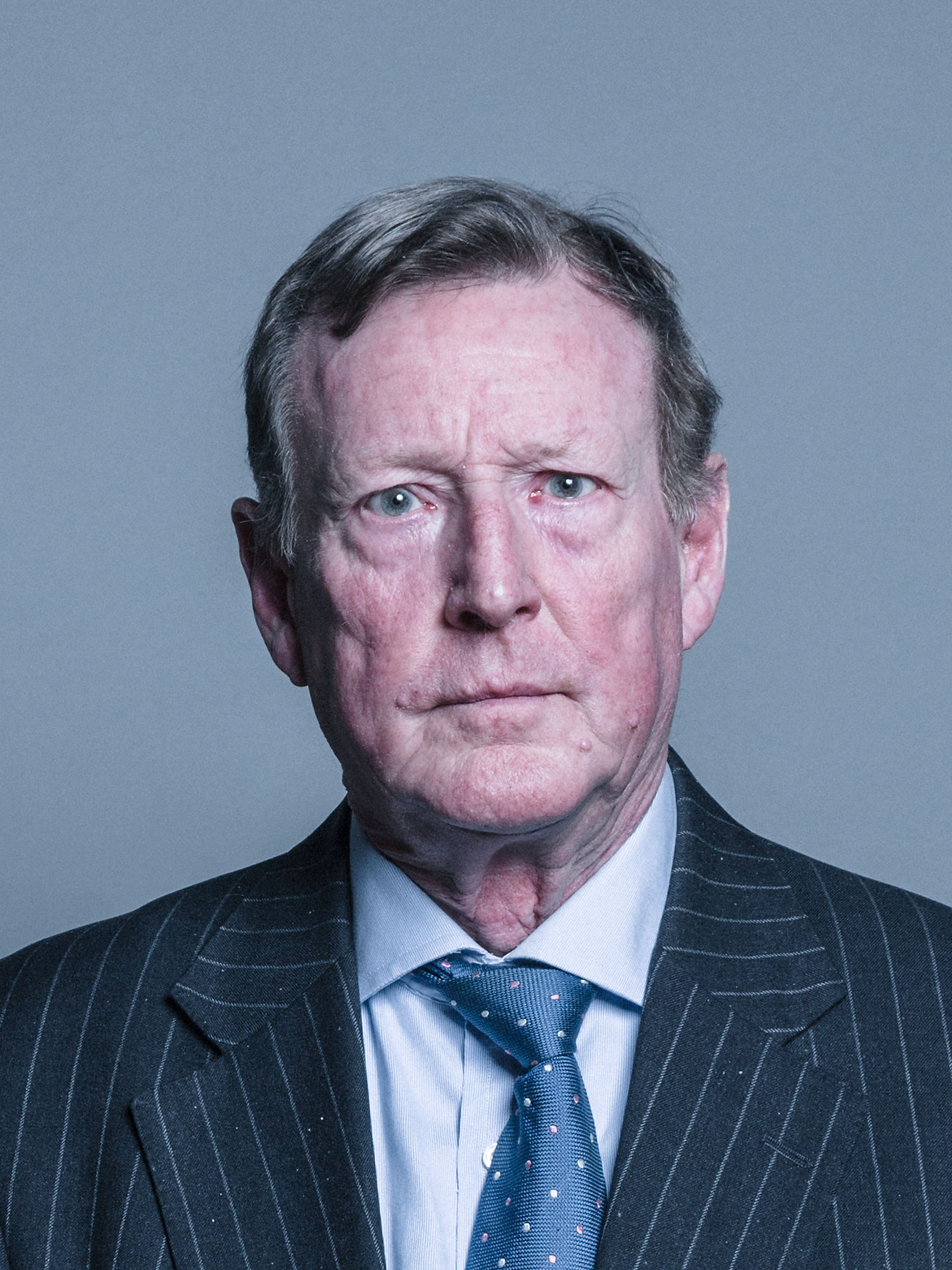
Den nordirländske politikern och fredspristagaren David Trimble avled 25 juli, 77 år gammal.

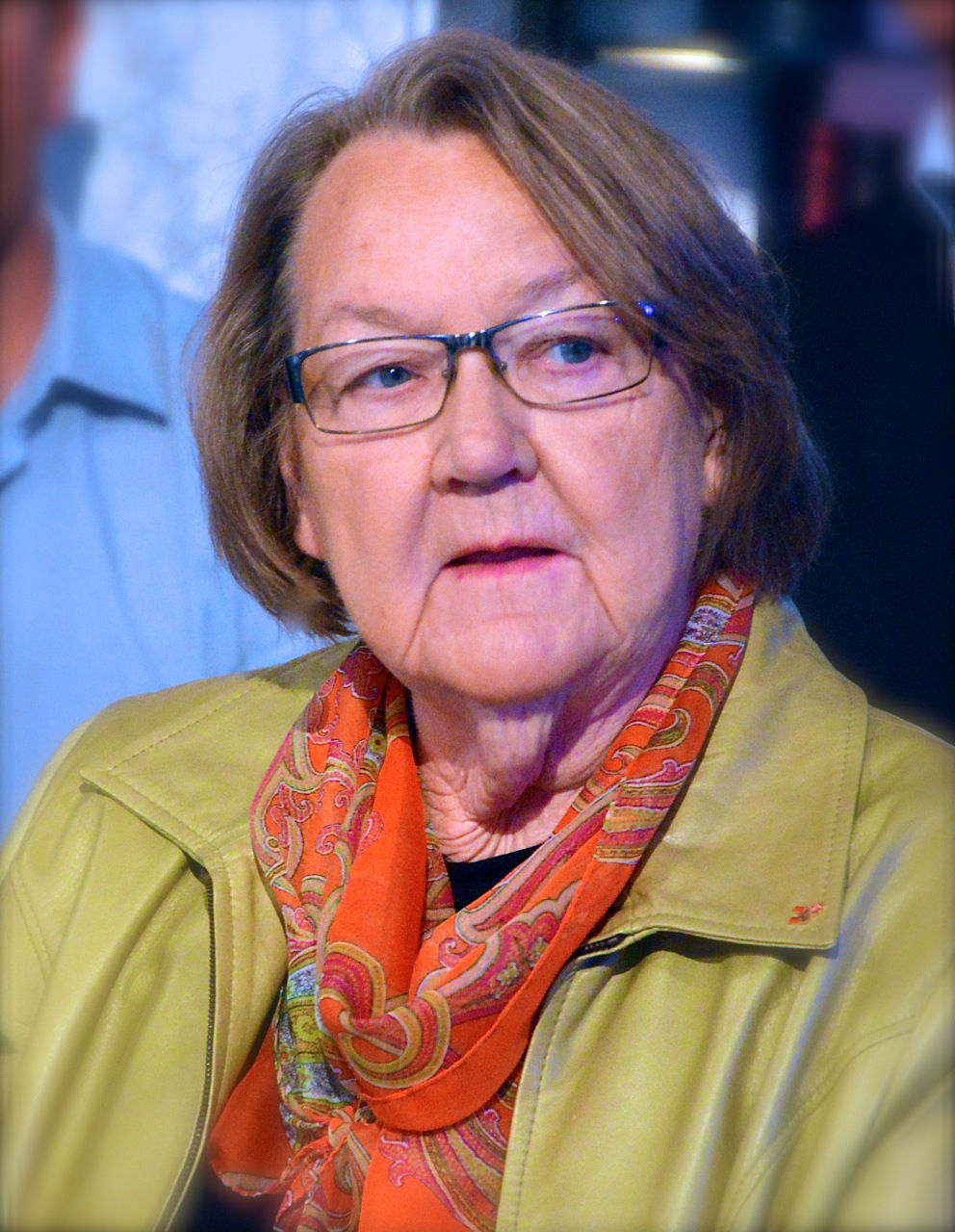
Den norsk-svenska politikern och författaren Marit Paulsen avled 25 juli, 82 år gammal.

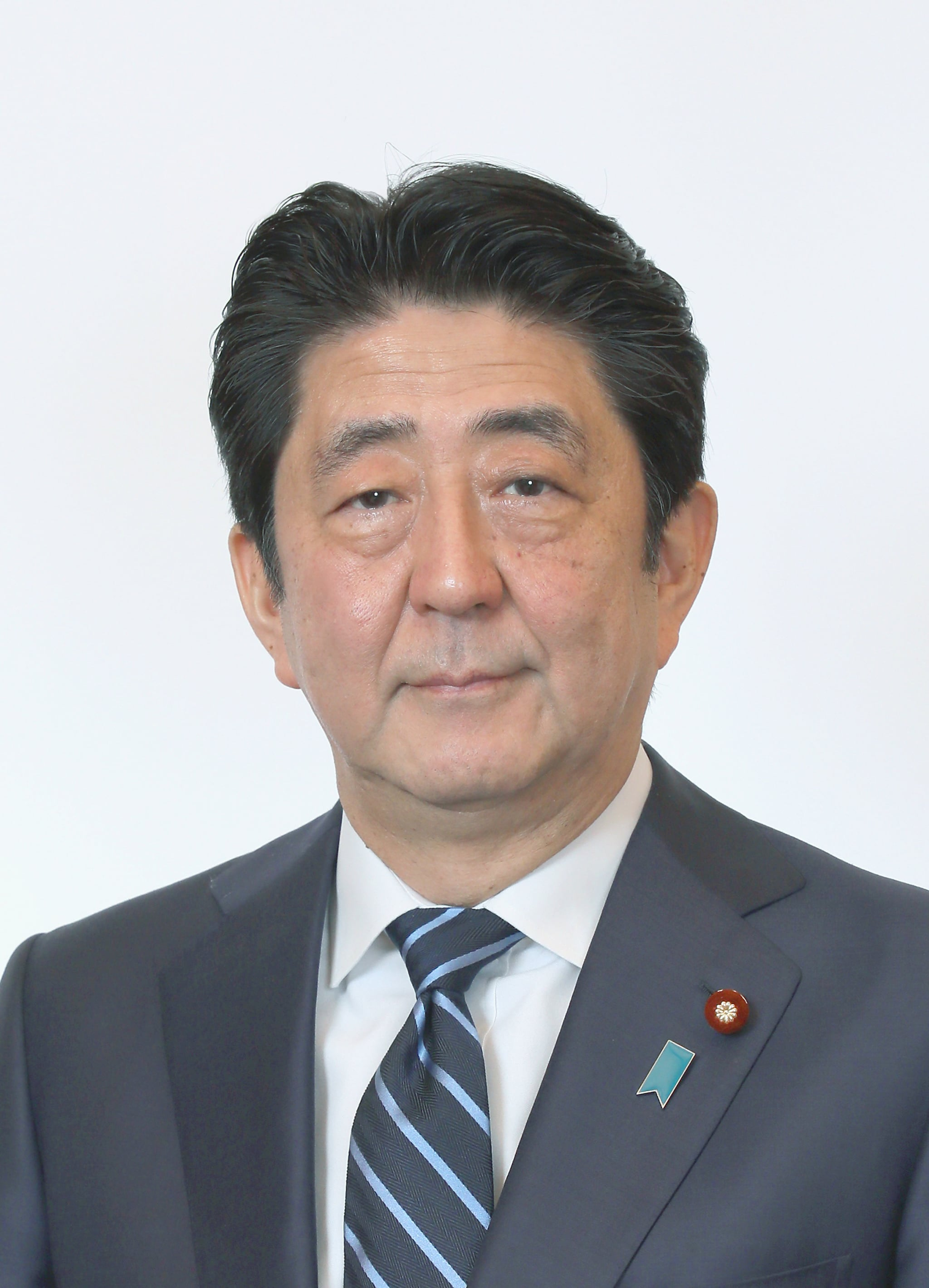
Den japanske politikern och premiärministern Shinzo Abe mördades och avled 8 juli, 67 år gammal.

- 3 juli – Charles Wesley Turnbull, 87, amerikansk politiker, guvernör på Amerikanska Jungfruöarna 1999–2007.[138]
- 6 juli – Ing-Marie Wieselgren, 64, svensk psykiater, överläkare och nationell samordnare på Sveriges kommuner och regioner.[139]
- 8 juli – Shinzo Abe, 67, japansk politiker, premiärminister 2006–2007 och 2012–2020.[140]
- 8 juli – Luis Echeverría, 100, mexikansk politiker, inrikesminister 1963–1969 och president 1970–1976.[141]
- 8 juli – José Eduardo dos Santos, 79, angolansk politiker, president 1979–2017.[142]
- 14 juli – Francisco Morales Bermúdez, 100, peruansk politiker och militär, president 1975–1980 och premiärminister 1975.[143]
- 18 juli – Don Mattera, 86, sydafrikansk poet, författare och anti-apartheidaktivist.[144]
- 21 juli – Reino Paasilinna, 82,  finländsk politiker och författare.[145]
- 22 juli – Heikki Haavisto, 86, finländsk politiker, utrikesminister 1993–1995.[146]
- 25 juli – David Trimble, 77, nordirländsk politiker, försteminister i Nordirland 1998–2002 och parlamentsledamot (i London) 1990–2005, mottagare av Nobels fredspris 1998.[147]
- 25 juli – Marit Paulsen, 82, norskfödd svensk författare och politiker (Folkpartiet/Liberalerna).[148]
- 31 juli – Ayman az-Zawahiri, 71, egyptiskfödd jihadist, al-Qaidas högste ledare sedan 2011.[149][150]
- 31 juli – Fidel Ramos, 94, filippinsk militär och politiker, president 1992–1998.[151]

### Augusti

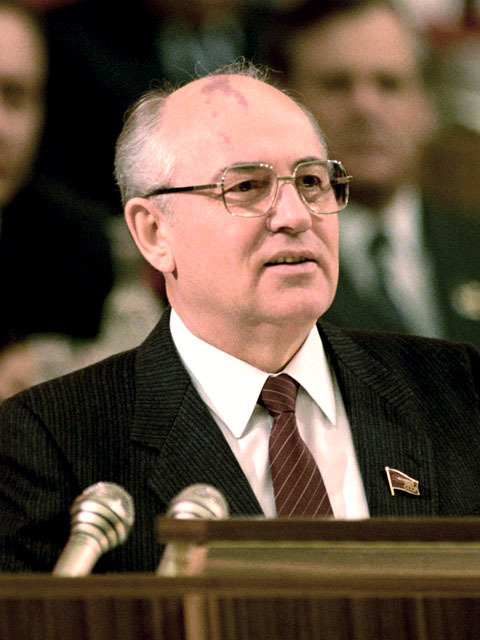
Den ryske politikern och fredspristagaren Michail Gorbatjov avled 30 augusti, 91 år gammal.

- 1 augusti – Ilinka Mitreva, 72, nordmakedonsk politiker, utrikesminister 2001 och 2002–2006.[152]
- 3 augusti – Jackie Walorski, 58, amerikansk republikansk politiker, representanthusledamot sedan 2013.[153]
- 7 augusti – Bill Graham, 83, kanadensisk politiker, utrikesminister 2002–2004, försvarsminister 2004–2006 och tillförordnad partiledare för Liberala partiet 2006.[154]
- 7 augusti – Ezekiel Alebua, 75, salomonsk politiker, premiärminister 1986–1989.[155]
- 11 augusti – Michael Badnarik, 68, amerikansk libertariansk politiker.[156]
- 15 augusti – Reidunn Laurén, 91, svensk jurist, partilöst statsråd 1991–1994.[157][158]
- 24 augusti – Hérard Abraham, 82, haitisk politiker, provisorisk president 1990 och utrikesminister 1987–1988 och 2005–2006.[159]
- 29 augusti – Hans-Christian Ströbele, 83, tysk politiker (Allians 90/De gröna).[160]
- 30 augusti – Michail Gorbatjov, 91, rysk (sovjetiskfödd) politiker, Sovjetunionens högste ledare 1985–1991 och mottagare av Nobels fredspris 1990.[161][162]

### September
- 1 september – Barbara Ehrenreich, 81, amerikansk författare, journalist och politisk aktivist.[163]
- 5 september – Moon Landrieu, 92, amerikansk politiker, bostadsminister 1979–1981.[164]
- 7 september – Marsha Hunt, 104, amerikansk skådespelare och demonstrant mot kongressens kommunistjakt.[165]
- 8 september – Elizabeth II av Storbritannien, 96, brittisk kunglighet, Storbritanniens regerande drottning sedan 1952 och statschef i 15 länder.[166]
- 13 september – Kenneth Starr, 76, amerikansk jurist, främst känd genom sin roll i Whitewater- och Lewinskyaffärerna.[167]
- 16 september – Mahsa Amini, 22, iransk kvinna vars död i samband med att hon greps av landets s.k moralpolis lett till omfattande protestaktioner i Iran.[168]
- 19 september – Jaakko Numminen, 93, finländsk tjänsteman och partilös politiker inom kultur- och utbildningsfrågor, undervisningsminister 1970.[169]
- 25 september – James Florio, 85, amerikansk demokratisk politiker, guvernör i New Jersey 1990–1994.[170]
- 26 september – Mark Souder, 72, amerikansk republikansk politiker, representanthusledamot 1995–2010.[171]
- 27 september – Andrew van der Bijl (även känd som "Broder Andrew"), 94, nederländsk kristen missionär, grundare av Open Doors.[172]

### Oktober
- 2 oktober – Sacheen Littlefeather, 75, amerikansk medborgarrättsaktivist och skådespelare som rönte uppmärksamhet när hon avböjde Marlon Brandos Oscar å hans vägnar vid Oscarsutdelningarna 1973.[173]
- 3 oktober – Ian Hamilton, 97, skotsk (brittisk) jurist och förespråkare för Skottlands självständighet som låg bakom återbördandet av The Stone of Scone från England till Skottland 1950.[174]
- 7 oktober – Anna Wahlgren, 80, svensk författare och samhällsdebattör.[175]
- 10 oktober – Mulayam Singh Yadav, 82, indisk politiker, försvarsminister 1996–1998 och chefsminister i Uttar Pradesh i flera omgångar.[176]
- 16 oktober – Benjamin Civiletti, 87, amerikansk politiker och jurist, justitieminister 1979–1981.[177]
- 18 oktober – Harvey Wollman, 87, amerikansk demokratisk politiker, guvernör i South Dakota 1978–1979.[178]
- 18 oktober – Charles Duncan Jr., 96, amerikansk politiker, energiminister 1979–1981.[179]
- 24 oktober – Ashton Carter, 68, amerikansk ämbetsman, försvarsminister 2015–2017.[180]

### November

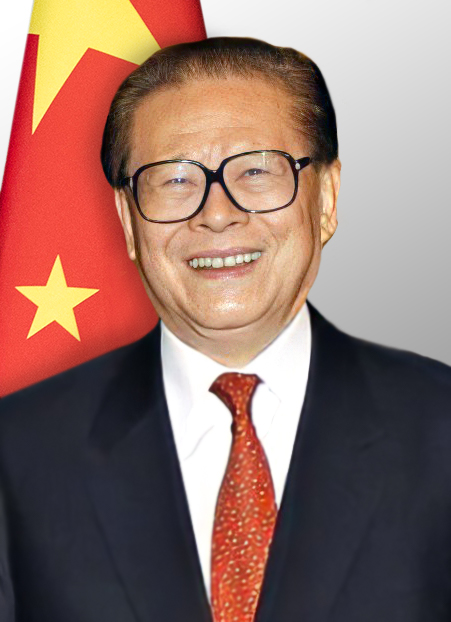
Den kinesiske politikern och ledaren Jiang Zemin avled 30 november, 96 år gammal.

- 1 november – Filep Karma, 63, papuansk (indonesisk) självständighetsaktivist.[181]
- 2 november – Ela Bhatt, 89, indisk kvinnorätts- och arbetslivsaktivist, grundare av SEWA och mottagare av Right Livelihood Award.[182]
- 3 november – Peter Danckert, 82, tysk politiker, ledamot av förbundsdagen för SPD 1998–2013.[183]
- 4 november – Bill Sheffield, 94, amerikansk demokratisk politiker, guvernör i Alaska 1982–1986.[184]
- 12 november – Mehran Karimi Nasseri, 76–77, iransk statslös flykting vars livshistoria inspirerade till filmen The Terminal.[185]
- 19 november – Hédi Fried, 98, svensk författare och psykolog.[186][187]
- 19 november – Ele Alenius, 97, finländsk politiker, minister och ordförande för Demokratiska förbundet för Finlands folk 1966–1977.[188]
- 22 november – Juri Sjuchevitj, 89, ukrainsk dissident och politiker, partiledare för UNA-UNSO 1990–1994 och senare parlamentsledamot.[189]
- 22 november – John Y. Brown, Jr., 88, amerikansk demokratisk politiker och entreprenör (KFC), Kentuckys guvernör 1979–1983.[190]
- 25 november – August Rathke, 96, norsk jurist, politiker och motståndsman under andra världskriget.[191][192]
- 26 november – Uladzimir Makej, 64, belarusisk politiker, landets utrikesminister sedan 2012.[193]
- 28 november – Torben Rechendorff, 85, dansk politiker, minister och partiledare för Konservative Folkeparti 1993–1995.[194]
- 30 november – Jiang Zemin, 96, kinesisk politiker, generalsekreterare för kommunistpartiet 1989–2002 och president 1993–2003.[195]

### December
- 3 december – Jim Kolbe, 80, amerikansk republikansk politiker, representanthusledamot 1985–2007.[196]
- 4 december – Patrick Tambay, 73, fransk racerförare, TV-kommentator och politiker.[197]
- 8 december – Martha Hildebrandt, 97, peruansk lingvist och politiker, kongressledamot (1995–2001 och 2006–2011) och kongressens talman 1999–2000.[198]
- 16 december – Jose Maria Sison, 83, filippinsk politiker och aktivist, grundare av och ledare för det mer maoistiskt inriktade filippinska kommunistpartiet.[199]
- 23 december – Odette Roy Fombrun, 105, haitisk författare, historiker och intellektuell, delaktig i författandet av landets nya konstitution 1987.[200]
- 24 december – Franco Frattini, 65, italiensk politiker.[201]
- 29 december – Edgar Savisaar, 72, estnisk politiker, premiärminister 1991–1992 och Tallinns borgmästare 2007–2015.[202]